# Augyles senescens
Augyles senescens is een keversoort uit de familie oevergraafkevers (Heteroceridae). De wetenschappelijke naam van de soort is voor het eerst geldig gepubliceerd in 1865 door Kiesenwetter.